# Уолтер ле Эврус
Уолтер ле Эврус (лат. Walterus le Eurus) — граф Румара в середине XII века, известный только по хронике аббатства Лакок, созданной в XIV веке. В настоящее время считается вымышленным персонажем.

## Биография
В написанной в середине XIV века хронике аббатства Лакок, основанного графиней Солсбери Элой, описывается происхождение Эдварда из Солсбери, предка графини, который во второй половине XI — начале XII веков был крупным землевладельцем у Уолтшира, занимая также пост шерифа графства. Согласно хронике, родоначальником династии графов Солсбери был Уолтер ле Эврус, граф Румара в герцогстве Нормандия, который участвовал в нормандском завоевании Англии и получил от короля Вильгельма I Завоевателя Солсбери и Эймсбери. Его сыном назван Геральд Великий, граф Румара, названный отцом Эдварда из Солсбери. По мнению исследователей, «Eurus» — это старофранцузская форма Эврё. Таким образом, происхождение Эдварда выводилось от графов Эврё, что делало его родственником Вильгельма Завоевателя. Из этого же рода выводилось происхождение Роджера Фиц-Джерольда, отца Вильгельма I де Румара, родоначальника графов Линкольна: он показан братом Эдварда из Солсбери. Отец Ансельм в «Генеалогической истории королевского дома Франции и высших сановников короны» указал Готье де Румара в качестве четвёртого сына герцога Нормандии Роберта Датчанина, архиепископа Руана и графа д’Эврё, указав при этом, что данное добавление ошибочно сделано другими авторами.
Современные исследователи считают, что никакого Уолтера ле Эвруса не существовало: в «The Complete Peerage» описывает Уолтера как «вымышленного человека», добавляя, что настоящие родители Эдварда из Солсбери неизвестны.